# Cadillac Lyriq
Der Cadillac Lyriq ist ein Sport Utility Vehicle des US-amerikanischen Automobilherstellers Cadillac.

## Allgemeines
Es ist das dritte Elektroauto, das von General Motors in Nordamerika angeboten wird und ist seit 2022 erhältlich. Als eines der ersten Fahrzeuge wird es über ein „Super Cruise“ genanntes Assistenzsystem-Paket verfügen, das den automatischen Fahrspurwechsel, den Spurhalteassistenten, einen adaptiven Abstandsregeltempomaten und weitere Funktionen vereint. Das Cockpitdisplay sollte 33 Zoll groß sein. Schon nach 19 Minuten waren die ersten schätzungsweise 1500 reservierbaren Exemplare vergriffen. Im Laufe des Jahres 2021 sollten weitere Lyriqs über das Händlernetz angeboten werden, dieses Kontingent konnte online nicht reserviert werden. Die Auslieferungen des Lyriq starteten im dritten Quartal 2022 in Nordamerika. Auch in Europa wird die Baureihe angeboten, zunächst startete der Verkauf im Oktober 2023 in der Schweiz, der deutsche Markt folgte im Mai 2024. Anfang 2025 folgte das Topmodell V der Baureihe.
Auf Basis des Lyriq wird seit 2024 auch der ZDX der zu Honda gehörenden Marke Acura angeboten. Unterhalb des Lyriq positioniert ist der Optiq, der im Juli 2023 vorgestellt wurde. Der Vistiq wurde im Dezember 2023 erstmals gezeigt und ist größer als der Lyriq.

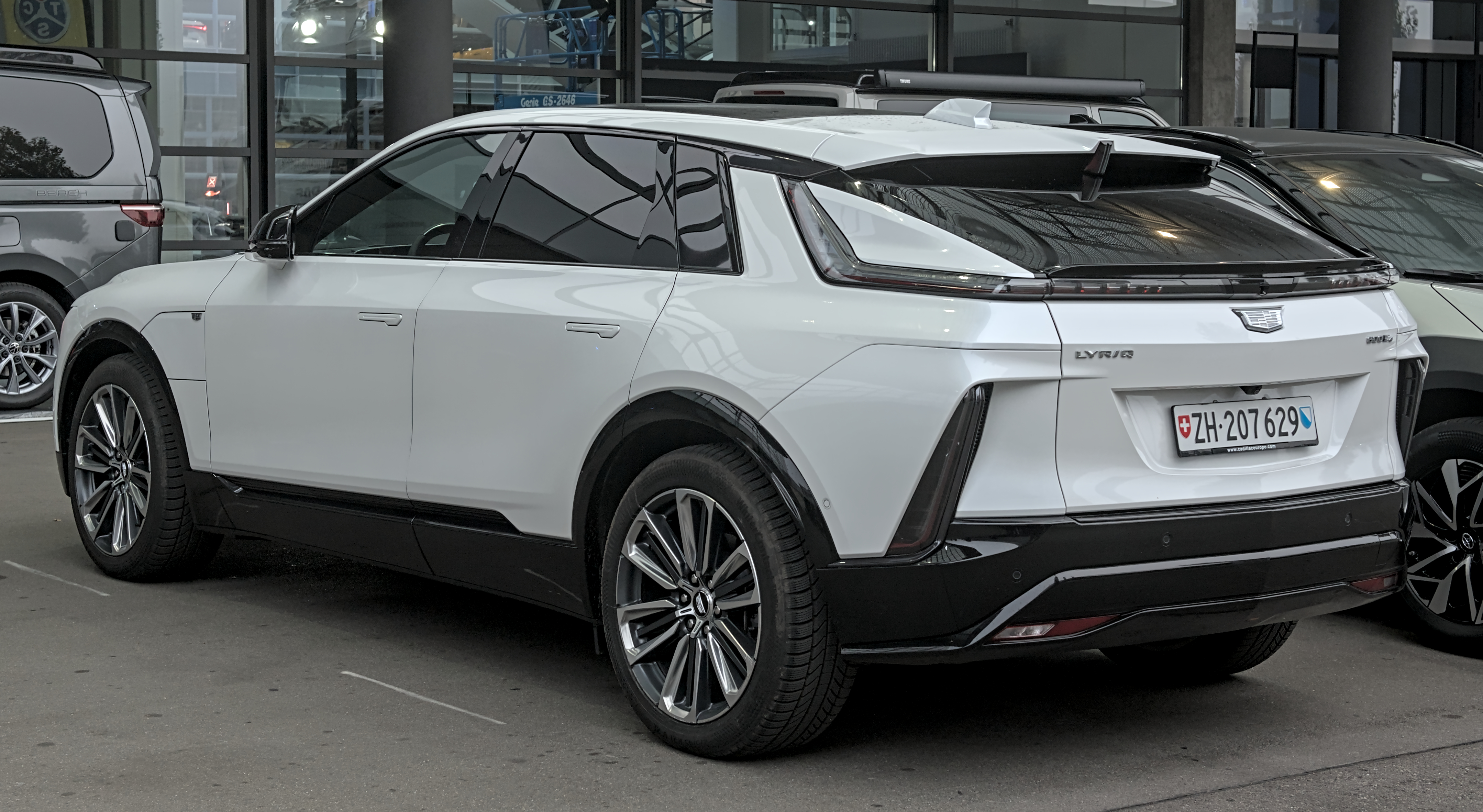
Heckansicht
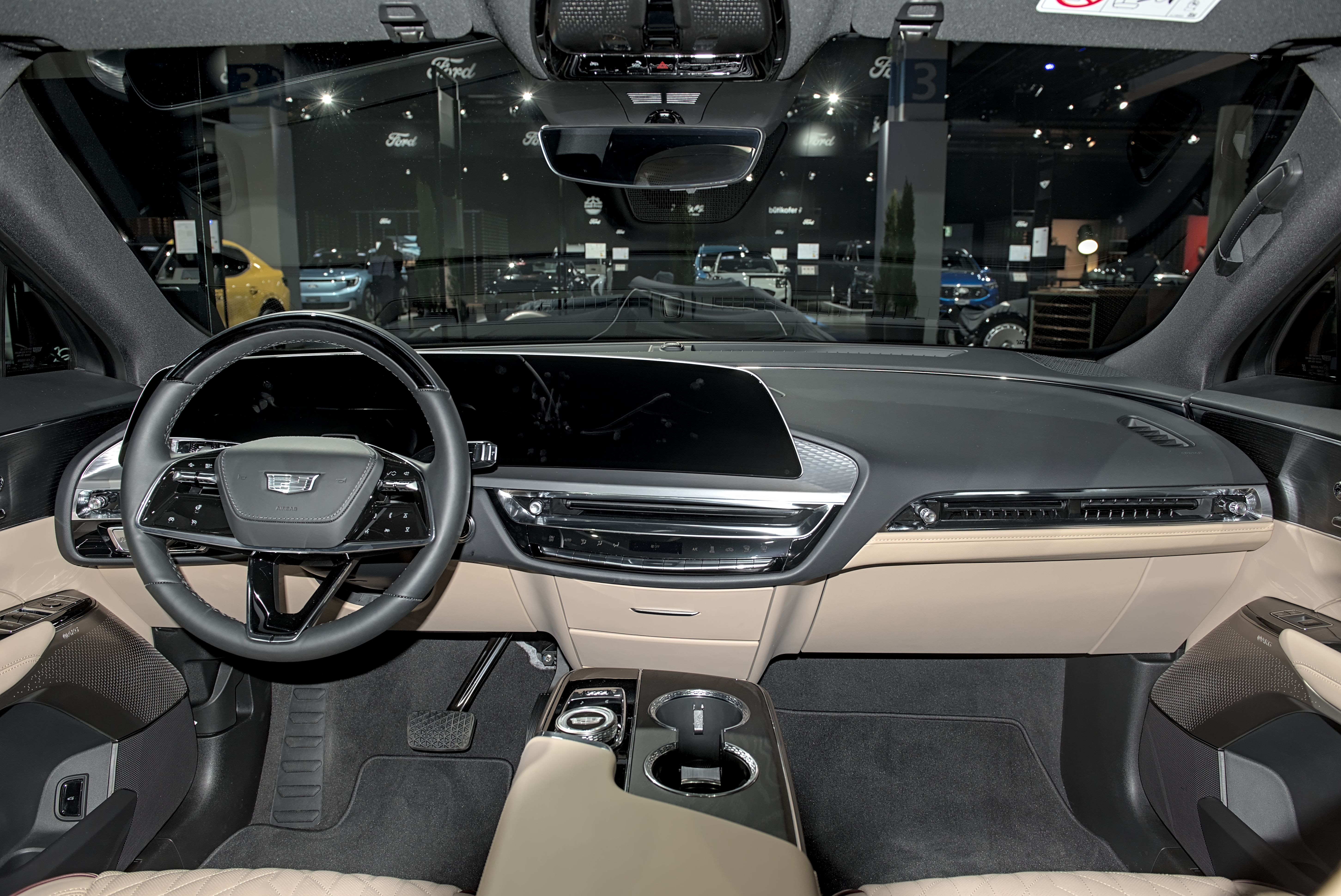
Innenansicht
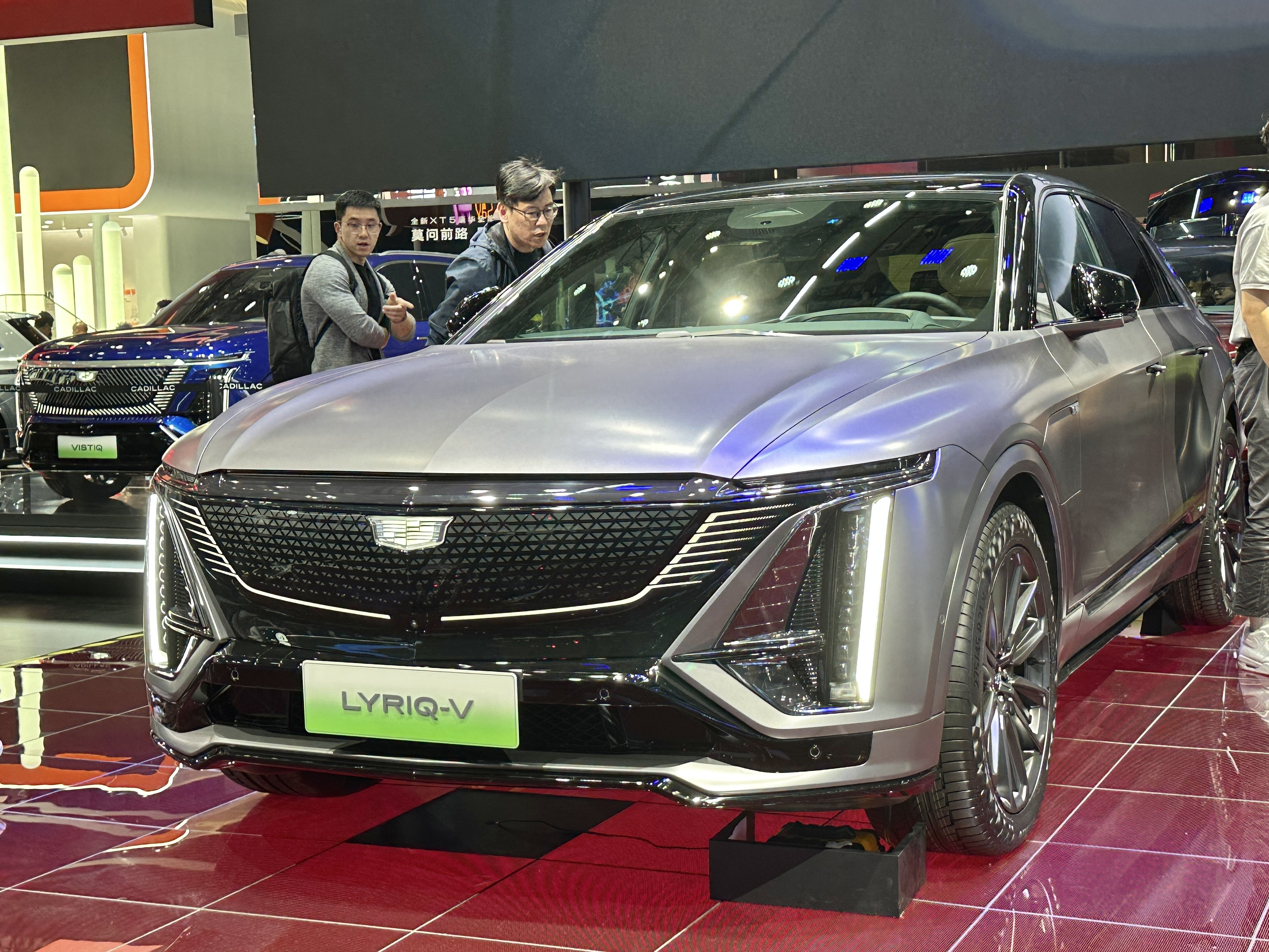
Cadillac Lyriq-V auf der Shanghai Auto Show 2025
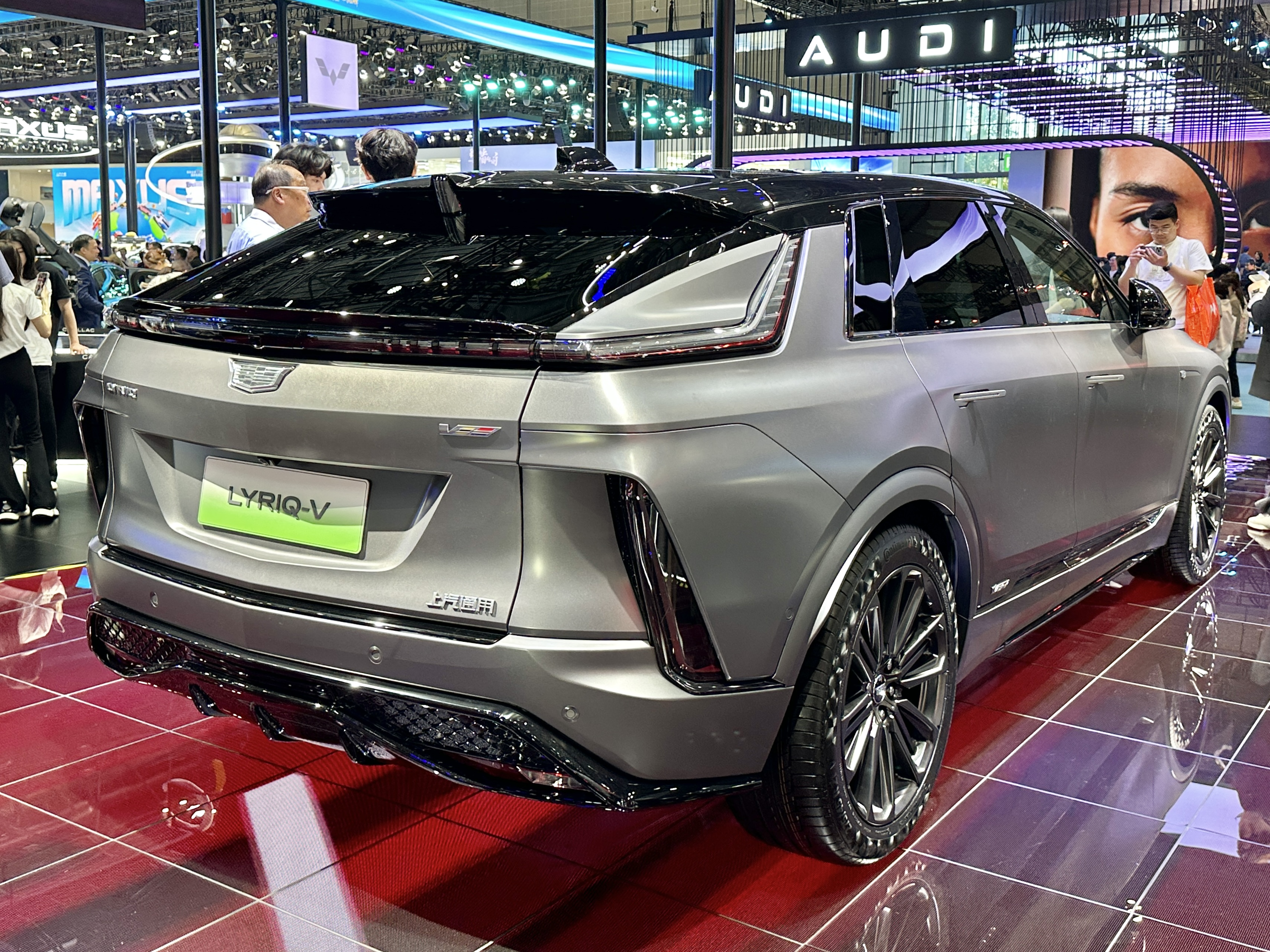
Heckansicht

## Technische Daten
Bei seinem Debüt war der Lyriq mit einem einzelnen Motor ausgestattet, der die Hinterräder antreibt. Der Motor hat eine Leistung von 255 kW (347 PS) und 440 Nm Drehmoment. Er wird von einem 100 kWh-Akku, der eine Reichweite von rund 480 Kilometern ermöglicht, gespeist. Eine Version mit Allradantrieb und 373 kW (507 PS) folgte später. Der V leistet maximal 459 kW (624 PS).

## Zulassungszahlen
Im Jahr 2024 wurden in Deutschland insgesamt 164 Cadillac Lyriq neu zugelassen.
|  |

|  |

|  |

|  |

|  |

|  |

|  |

|  |

|  |

|  |

|  |

|  |

|  |

|  |

|  |

|  |

|  | Elektro |

|  | Elektro |